# チョーク

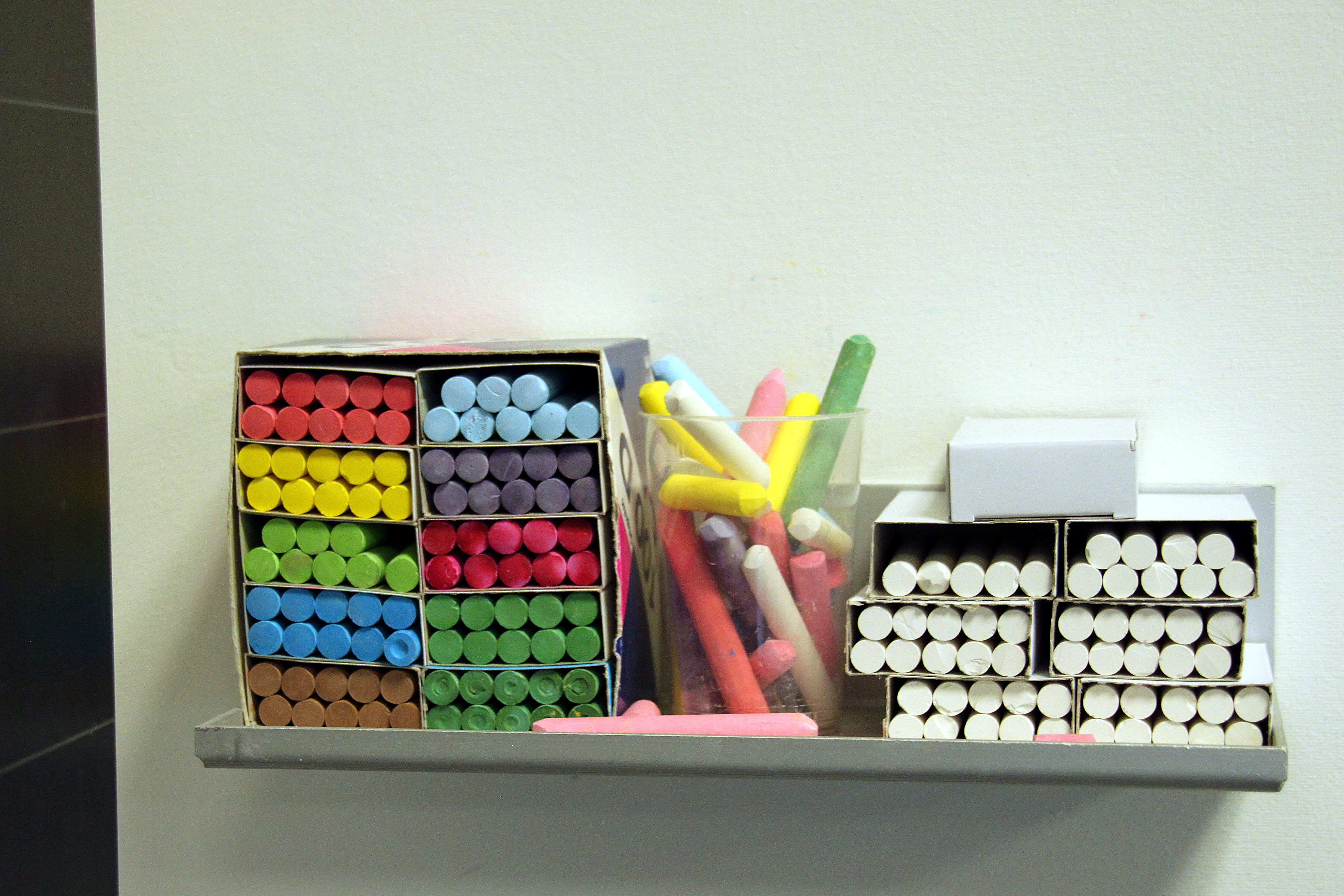
黒板用チョーク

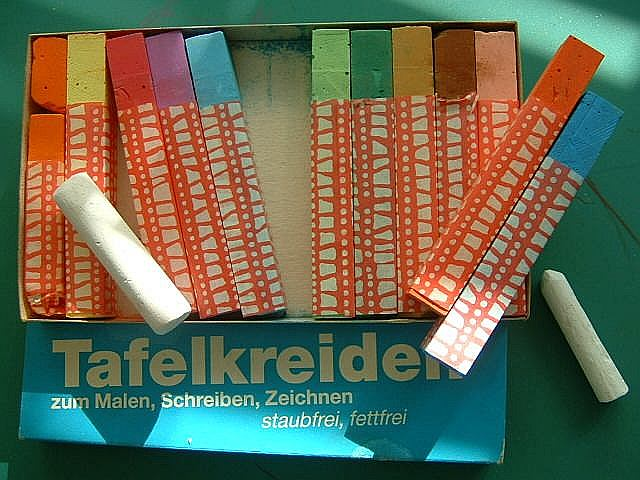
色付きチョーク

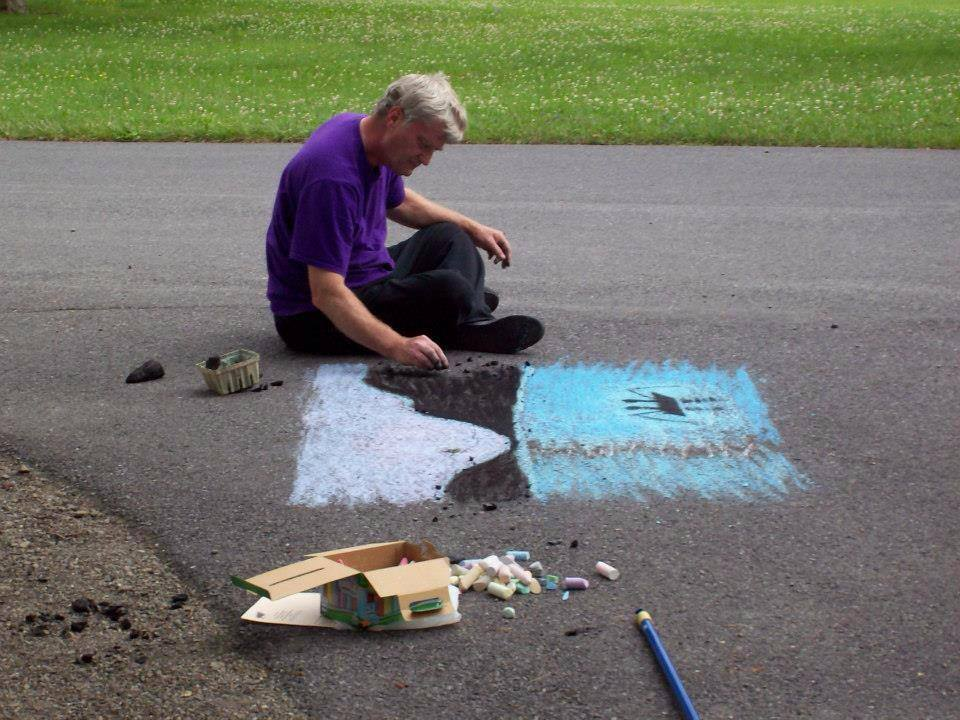
路上にチョークで絵を描く人物

チョーク（英: chalk, chalk stick）は、対象物に粉状の筆跡を付けて筆記する文房具の一種。黒板に字を書き込んだり、絵を描く事、物品への記入などに用いられる。漢語では白墨（はくぼく）、堊筆（あくひつ）と呼ぶ。

## 概要
学校教材などで用いられるチョークは、炭酸カルシウムや石膏（硫酸カルシウム）を水で練り成型した工業製品である。ホタテ貝殻やカキ殻、卵殻、陶磁器業者から排出される廃型もリサイクル原料として用いられている。
基本は白色だが、赤、青、黄などに着色されたチョークも黒板に使われる。色覚異常者でも色の違いを判別しやすいチョークも販売されている。
チョークは、四角形や三角形、楕円形などさまざまな形が発売されている。日本でも販売されてきたが、今では円形が主流である。さらに、丸石石膏が六角形のチョークを国内で初めて発売しヒットした。現在、国内メーカーで唯一六角形チョークを発売している。
チョークで手指や被服を汚さない、また手荒れ、チョークの折損を防ぐ、短いチョークを有効活用するなどのためにチョークを保持する「チョークホルダー」が用いられることもある。なおチョークの寸法は日本産業規格で長さと最小径が定められているが、製品や時代によっても異なる。
黒板への筆記のほか、舗装路などへの筆記・描画にも用いられ、この用途のチョークは英語では特にサイドウォークチョーク（英: sidewalk chalk）と呼ぶ。かつて日本の警察でも駐車違反監視のマーキング用にチョークが用いられていたが、2006年の道路交通法改正に伴いマーキング自体がおこなわれなくなった。

## 歴史
「チョーク」とは本来、原料である白亜を指す。古くはこれは単に顔料として用いられたが、ヨーロッパでは15世紀ごろから棒状あるいは砲弾状に削って画家が用いるようになった。また白亜のほか、赤褐色、黒色、灰色の天然の鉱物が用いられ、これらも画材としてはチョークと総称される。やがて削って用いるのに適した良質な鉱物塊の産出が稀になり、19世紀初頭にかけて画材としてのチョークは、粉末化した白亜に顔料を加えて練り固めるなどして人造されるものが主となった（パステル、コンテ類）。
現代的な筆記用チョークの始まりとしては、19世紀初頭、イギリスで建築材料に使われる石灰岩で硬いものに線が引けることを発見。また、同時期にフランスで石灰の粉末を焼いてから水に溶いて棒状に固めたものが元祖とされている。これ以外にも、イギリスでは建築材料の石灰岩で硬い物に対して線が書けることが知られていた。
日本では大阪の雑貨商の杉本富一郎が1873年（明治6年）に初めて輸入し、さらに1875年（明治8年）には初の国産白墨を完成させた。さらに、1893年（明治26年）に東京の菊地一貫堂(現在廃業)が学校用チョークの製造販売に乗り出し、文具ルートにチョークを流通させた。学校の授業でチョークが本格的に使用されるようになったのは大正時代といわれている。
その後1896年（明治29年）には、加藤白墨製造所(現:馬印)が創業しチョークの製造を開始。1924年（大正13年）に、文化チョーク製作所(現:日本白墨工業) と橘高白墨が創業する。1937年（昭和12年）には、日本理化学工業が設立。

## 種類
炭酸カルシウムタイプ
炭酸カルシウム({\displaystyle {\ce {CaCO3}}})でできているチョーク。粒子が細かく比重が重い。細かい文字を書くのに適している。
炭酸カルシウムとノリ、水を混合し、粘土状に練り上げ、これを「圧力押し出し型加工」で製造される。
炭酸カルシウム製のチョークを称してダストレスタイプと言われることがある。また、蛍光チョークや太軸・細軸チョーク、耐水性チョーク、マーブルチョークなど機能のバリエーションも豊富である。
カキやホタテの貝殻、卵の殻などを混ぜていることもある
硫酸カルシウム（焼き石膏）タイプ
硫酸カルシウム({\displaystyle {\ce {CaSO4}}})でできているチョーク。粒子密度は粗く比重は軽い。太い文字を書くのに適している。
明治から昭和 5 年ごろまでは「割型加工方式」が採用されていた。ただし、発色性や生産性が悪かったため、現在では「流し込み一括抜き取り方式」が主流。また、色つきチョークでは、日本白墨工業株式会社の創業者である宮本長慶が今までの「着色方式」から「練りこみ方式」を考案し今では主流となった。

## 安全性
チョークには基本的に毒性があるとは考えられていないが、大量に経口摂取すると腹痛や便秘などの症状を引き起こす場合がある。2003年には有毒な鉛を含んだチョークが大手玩具店や百貨店で販売されていた事例もある。
日本産業規格JIS S 6009「白墨」や、欧州指令EN71（CEマーク）、日本玩具協会のSTマークでは有害物質の規制基準を設けている。
また一般にチョーク粉のような難溶性粉塵の吸入は異物反応の原因となる。長期の吸入摂取による肺疾患が疑われる症例報告もあるが、報告数が少なく因果関係は明らかでない。チョークは10マイクロメートル以下の浮遊粉塵（浮遊粒子状物質）を発生させるが、炭酸カルシウム製は硫酸カルシウム製に比べて粒子の比重が大きく飛散が少ない。日本では学校保健安全法に基づく学校環境衛生基準でこうした浮遊粉塵の環境基準を設けている。

## チョークが出てくる作品
- グリム童話『狼と七匹の子山羊』 - オオカミが声を変えようしてチョークを食べる場面がある。なお、現在の日本で販売されているチョークにはそのような性質はない。
- 安部公房『魔法のチョーク』（月曜書房。1950年）
- 筒井康隆『虚航船団』（新潮社、1984年） - 宇宙船の乗組員。

## 日本の主なメーカーと製品
現在販売中の主なメーカー
- 日本理化学工業 - ダストレスチョーク,ホケンチョーク
- 日本白墨工業 - 天神印チョーク,SCHOOL72
- 馬印 - スクールチョーク,ccチョーク
- 橘高白墨 - キッタカチョーク,ゴールデンチョーク
- 不二白墨製造所 - 不二チョーク,ダートレスチョーク
- ナニワ理化学工業 - ナニワチョーク,ノンダストチョーク
- 丸石石膏 - 天空馬チョーク,六角形チョーク

クラウングループ｢クラウンチョーク｣や、墨運堂｢ソフトチョーク､ハードチョーク｣など、他社のOEM製品を販売するメーカーも多々存在する。
過去に販売していたことがある主なメーカー
- 羽衣文具 フルタッチ,ニューポリ

1932年創立し、2015年韓国セジョンモールおよび馬印へ技術移転した。
- 伊藤白墨製造所 - イトウカルシウムチョーク,PATENTチョーク

合資会社で、「名古屋市瑞穂区浮島町16-5」に存在した。
- 日本教学工業株式会社 - 教学タンカルチョーク

「東京都豊島区南大塚3-55-1」に存在した。日本学校保健会推奨チョークだった。
- 株式会社ペリカン - サニーペリカンチョーク(旧アサヒペリカンチョーク,アサヒペンギンチョーク),皮膜付きベリカンチョーク

1932年に創立し、(株)靑木商店→(株)青木萬次郎商店→(株)ペリカンと変更。「名古屋市千種区内山町1-10」に存在した。
- (有)オリオンチョーク製造所
- 平和白墨(資)